# Matthias Laukart
Matthias Laukart (* 1991) ist ein deutscher Nationalspieler in der Boulespiel-Sportart Pétanque im Deutscher Boccia-, Boule- und Pétanque-Verband e.V. Er ist aktueller Europameister, mehrfacher deutscher Meister und war Teilnehmer bei Europa- und Weltmeisterschaften.

## Karriere
Laukart spielt nach eigenen Angaben seit 1998 Boule, trat aber erst im Alter von 14 Jahren bei der Boule-Spielgemeinschaft Le cochonnet Schopfheim in einen Verein ein. Er wurde ab 2020 mehrfach in den Nationalkader berufen. Seit 2020 tritt er für den Pétanque Club Burggarten Horb am Neckar e.V. in der Pétanque-Bundesliga an.
Er ist Rechtshänder und spielt bevorzugt die Spielposition Tireur. Er spielt Kugel im Gewicht 680 Gramm bei 74 mm Durchmesser.
Laukart war Teilnehmer bei den Weltmeisterschaften 2021, 2022, 2023 und 2024 und der Europameisterschaft 2024. Für die abgesagte Triplette-WM 2022 in Benin war er nominiert. Bei der WM 2023 und EM 2024 errang er jeweils die Bronze-Medaille.
Mit dem Team aus dem Senioren-Herrenkader des Deutschen Pétanque Verbande gelang Laukart 2025 einer der größten Erfolge seiner Geschichte und er wurde Europameister.

## Rekorde
- Matthias Laukart ist seit 2021 mit 101 Punkten von 126 maximal erzielbaren Punkten Rekordhalter beim deutschen Boulesportabzeichen.[6]

- Im Jahr 2024 egalisierte er den 2015 von Jan Garner aufgestellten Rekord von 417 Ranglistenpunkten im Deutsche Pétanque-Verband (DPV).

## Erfolge als Spieler

### International
- 2021: Teilnahme an der Weltmeisterschaft
- 2022: Teilnahme an der Weltmeisterschaft
- 2023: 3. Platz Weltmeisterschaft Doublette zusammen mit Moritz Rosik
- 2024: 3. Platz Europameisterschaft	Doublette mixte zusammen mit Anna Lazaridis
- 2024: Teilnahme an der Weltmeisterschaft
- 2025: 1. Platz Europameisterschaft Triplette zusammen mit Tobias Müller, Daniel Reichert und Moritz Rosiik[7]

### National

#### Australien
- 2016: 1. Platz Australische Meisterschaft Doublette zusammen mit Damien Lazar[8][9]

#### Deutschland
(Quelle)
- 2017: 2. Platz Deutsche Meisterschaft Tireur
- 2019: 2. Platz Deutsche Meisterschaft Tête-à-Tête
- 2019: 2. Platz Deutsche Meisterschaft Triplette zusammen mit Sönke Backens und Tobias Fehrenbach
- 2021: 1. Platz Deutsche Meisterschaft Doublette mixte zusammen mit Tess Hauptvogel[11]
- 2021: Deutscher Vize-Vereinsmeister mit dem Pétanqueclub Burggarten Horb
- 2022: 2. Platz Deutsche Meisterschaft Tireur
- 2022: 3. Platz Deutsche Meisterschaft Triplette zusammen mit Sönke Backens und Andreas Herrmann
- 2022: Deutscher Vereinsmeister mit dem Pétanqueclub Burggarten Horb[12]
- 2023: Deutscher Vereinsmeister mit dem Pétanqueclub Burggarten Horb
- 2024: Deutscher Vereinsmeister mit dem Pétanqueclub Burggarten Horb
- 2024: 3. Platz Deutsche Meisterschaft Doublette zusammen mit Sönke Backens
- 2024: 1. Platz Deutsche Meisterschaft Triplette zusammen mit Sönke Backens und Robin Stentenbach[13]
- 2025: 3. Platz Deutsche Meisterschaft Doublette mixte zusammen mit Dominique Probst

## Privates
Laukart ist verheiratet. Er arbeitet als Techniker für Fitnessgeräte und hat eine Schwester. Vor seinen ersten großen Erfolgen im Boule reiste er für jeweils ein Jahr durch die USA und Australien.